# Dobrava (gmina Ormož)
Dobrava – wieś w Słowenii, w gminie Ormož. 1 stycznia 2018 liczyła 136 mieszkańców.